# Фрумкин, Борис Михайлович
Борис Михайлович Фрумкин (род. 26 мая 1944, Москва) — советский и российский музыкант-аранжировщик, пианист, дирижёр, композитор, руководитель ансамбля, актёр.
Заслуженный артист РСФСР (1989). Народный артист Российской Федерации (2014).

## Биография
Родился 26 мая 1944 года в Москве. Сын трубача Михаила Фрумкина, игравшего в 1930—1940-е в джаз-оркестре Александра Цфасмана.
Начал играть на фортепиано уже в пять лет. В 1962 году с серебряной медалью окончил Центральную музыкальную школу при Московской государственной консерватории имени П. И. Чайковского по классу фортепиано, в 1962−1963 годах учился в этой же консерватории на фортепианном отделении.
Начал играть джаз в 1959 году, в 1965 выступал на фестивале в Москве со своим квинтетом (с Андреем Товмасяном и Виталием Клейнотом).
В 1966—1973 годах — пианист и аранжировщик в Концертном эстрадном оркестре Вадима Людвиковского.
В составе оркестра, а также квинтета солистов («РТ-квинтет», «Крещендо») выступал на фестивалях в Москве, Таллине, Праге и Варшаве (1967—1968). Также возглавлял при оркестре ансамбль солистов «Граммофон», с которым записал и выпустил на пластинках несколько композиций собственного сочинения и аранжировок популярных зарубежных мелодий.
С 1973 года — пианист и аранжировщик в ансамбле «Мелодия», после ухода Георгия Гараняна стал художественным руководителем и дирижёром ансамбля — с 1982 года и до конца существования ансамбля.
В 1988 году Борис Фрумкин со своим ансамблем участвует как пианист и дирижёр в первой совместной советско-американской постановке мюзикла на музыку Дюка Эллингтона «Настоящая леди» (Sophisticated Ladies) при спонсорской поддержке «American Express» и под патронажем первой леди США Нэнси Рейган.
С 1996 года проживает в Германии, изредка приезжая в Россию для выступлений.
С 2007 года — художественный руководитель Государственного камерного оркестра джазовой музыки имени Олега Лундстрема.
Стиль исполнения Фрумкина — блестящий, виртуозный. Фрумкин отличается плотным, тембристым звуком, безукоризненной техникой, чутким и верным прочтением материала музыкальной пьесы. Будучи по складу характера лидером, солистом, Фрумкин успешно исполняет аккомпанирующие партии в инструментальных ансамблях и для вокалистов.

## Личная жизнь
Женат третьим браком на Инне Дебольской.
Дочь от второго брака с актрисой Ольгой Чиповской (род. 1958) — актриса Анна Чиповская (род. 1987).

## Творчество

### Записи
- «Джаз-66»
- «Джаз-67»
- «Джаз-68»
- «Джаз-78»
- «Фестиваль „Московская осень“» (1985)
- «Квинтет Бориса Фрумкина» (1966)
- «Инструментальный ансамбль Бориса Фрумкина „Граммофон“» (1971)
- Ленгстон Хьюз «Чёрные Блюзы». Вариации на темы блюзов Бориса Фрумкина. Михаил Козаков. (Мелодия - С40—09739-40) (1977).
- «Юрий Саульский. Джазовый калейдоскоп» (1984)
- 1989 — «Счастливый день» (грампластинка фирмы «Мелодия») — сказки и песни Михаила Пляцковского в исполнении Александра Ширвиндта и Михаила Державина.

### Инструментальные композиции
- Баллада
- Король футбола
- Тирольская песня
- Марина
- Опус № 2
- Вспоминая друга
- Попурри на латиноамериканские темы
- Романтический вальс
- Ритмы большого города
- Самарская ярмарка
- Осенняя любовь
- Звёзды над головой
- Счастливого пути
- Солнце
- Надоедливая мартышка
- Ковбои
- Я вспомнил март

### Песни
- Песенка для карнавала (слова Михаила Пляцковского, исполняют ансамбль «Мелодия», Михаил Державин и Александр Ширвиндт)
- Ярмарка чудес (слова Михаила Пляцковского, исполняют те же артисты, в сопровождении Большого детского хора ЦТ и ВР п/у Виктора Попова)

## Фильмография
- 1976 — Город. Осень. Ритм.
- 1976 — Грустить не надо — фильм об ансамбле «Мелодия» п/у Г. Гараняна[3].

Композитор в фильмах:
- 1979 — Бабушки надвое сказали…
- 1980 — Гость
- 1980 — Глубокие родственники
- 1981 — Шофёр на один рейс
- 1982 — Время для размышлений
- 1985 — Когда становятся взрослыми
- 2007 — Глянец

## Звания
- Народный артист Российской Федерации (2014).
- Заслуженный артист Российской Федерации (1989).
- Член Союза композиторов России (1988).